# DVS '33 Ermelo
DVS '33 Ermelo (Door Vereniging Sterk) is een Nederlandse amateurvoetbalvereniging uit de plaats Ermelo. De club werd op 1 september 1933 opgericht en heeft geel en zwart als kleuren. 
De club, ontstaan na een fusie tussen de Ermelose voetbalclubs Ajax en EFC, is de grootste voetbalvereniging van Ermelo. In 2007 werd er een samenwerkingsverband opgesteld met Vitesse. In 2007 waren de geel-zwarten een van de drie genomineerde voetbalverenigingen voor de verkiezing van Amateurvereniging van het jaar.
De club speelde altijd al op zaterdag en tekende het convenant dat opgesteld was tussen de KNVB en de Belangenvereniging Zaterdagvoetbal (BZV) om te kunnen garanderen dat wedstrijden op zaterdag gespeeld kunnen worden.  

## Geschiedenis

### Voorlopers van DVS
Op de keper beschouwd stamt DVS af van het allereerste voetbalinitiatief uit 1901. EVC (Ermelosche Voetbal Club) speelde vriendschappelijke wedstrijden op de zondag. Zaterdagvoetbal was nog niet mogelijk en de gemeente ontmoedigde zondagvoetbal. EVC fuseerde in 1915 met een van de andere clubjes uit het dorp, AW (Allen weerbaar) tot Veluvia. In 1917 wijzigde de naam van Veluvia in EFC (Ermelosche Football Club). Competitievoetbal bleef vooralsnog onmogelijk. Ook na de oprichting in Ermelo van de Noord Veluwsche Voetbal Bond in 1922 onder auspiciën van de UPVB (Utrechtsche Provinciale Voetbal bond) door initiatiefnemers uit Nijkerk, Putten, Ermelo en Harderwijk. In de jaren erna ontstonden er nog diverse clubjes, maar twee daarvan waren in de ontwikkeling van het Ermelose voetbal van belang; (Be) Quick en Sparta, die rond de tweede helft van de 20-er jaren ontstonden.
In 1932 maakte de UPVB het wel mogelijk om op de zaterdag in competitieverband te voetballen voor clubs, die principieel niet op zondag mochten voetballen en waarvoor de kosten om in de UPVB in de provincie Utrecht uit te komen te hoog waren. Sparta en (Be) Quick waren in april 1932 samengegaan tot Ajax. EFC en Ajax namen deel aan deze, weliswaar nog beperkte, competitie.

### Oprichting DVS
De CNVB (Christelijke Nederlandse Voetbal Bond), opgericht in 1929, timmerde hard aan de weg om competitievoetbal onder “gelijkgestemden” op de zaterdag mogelijk te maken. Bij Ajax waren er nog wat twijfels, maar de overstap van de andere clubs trok die vereniging over de streep. EFC hoopte nog altijd om op zondag te kunnen voetballen, maar ging ook overstag, nadat nogmaals gebleken was, dat de gemeente niet mee wilde werken aan zondagvoetbal. Daarmee lag de weg voor de fusie van het grotere EFC en het sterkere Ajax open. De nieuwe vereniging begon met 54 senioren en 37 junioren. Aangezien de meeste leden beschikten over een geelzwart gestreept shirt, werden geel en zwart ook de clubkleuren.

### Kampioenschappen in de CNVB en de Afdeling Utrecht
In ’33-’34 speelde DVS (nog zonder toevoeging) in de wintercompetitie in district XI en een grotere ‘Tusschencompetitie’ van de CNVB. In de laatste werden de Ermeloërs kampioen en voetbalden voor het “landskampioenschap” tegen DOSK, maar werden al in de eerste ronde uitgeschakeld. Het jaar daarop waren de geelzwarten kampioen in de wintercompetitie, maar het Zwolse CSV versperde DVS de weg naar de tweede ronde voor dat landskampioenschap.
Na de inval van nazi-Duitsland fuseerden in 1940 alle voetbalbonden met de KNVB. Die inval hield de club van een derde kampioenschap af. DVS voegde ’33 aan de naam toe, omdat er bij de KNVB meer clubs met die naam bestonden. De club kwam in de Afdeling Utrecht te voetballen en won tweemaal de titel in de eigen 1e klasse. Daaraan werd beide keren het algeheel ZMC-kampioenschap gekoppeld; in ’43 ten koste van Huizen en in ’46 van SSVU en IJsselmeervogels. Dat laatste kampioenschap leverde ook de promotie naar de 4e klasse KNVB op als eerste Veluwse club in het District West 1en tot ’52 de enige.

### Na vroeg hoogtepunt in 1988 en 2015 naar de top
Na de verhuizing van West 1 naar Oost beleefde DVS in ’49 een hoogtepunt met de (verloren) beslissingswedstrijd tegen DOVO om het kampioenschap op “Birkhoven” in Amersfoort en gleed als derdeklasser in de tweede helft van de 50-er jaren langzaam af. Vanaf ’55 speelde de club drie jaar onder de naam sv Ermelo. Na degradaties in ’55 en ’58 moesten de Ermeloërs het hoogste niveau (3e klasse) definitief loslaten tot ’88. Naast de degradatie was 1958 toch al een rampjaar met de afsplitsing van EFC’58.
Vijf jaar waren er nodig, terug in West 1, om de 3e klasse weer te bereiken met daarboven de 2e klasse als hoogste niveau. Vanaf ’63 brak het “eeuwig derdeklasserschap” aan, dat duurde tot ‘77. Daarop volgde een roerige periode met degradaties in ’77, ’81, en ’83 en kampioenschappen in ’79 in de 4e klasse, in ’80 in de 3e klasse, in ’85 in de 4e klasse, ’87 in de 3e klasse en in ’88 in de 2e klasse. Daarmee keerde DVS terug op het hoogste niveau (1e klasse/vanaf ’96 Hoofdklasse). De meest stabiele periode in de tien seizoenen op dat hoogste podium was van ’91-’96. Na de degradatie in 2003 slaagden de Ermeloërs er pas in 2015 weer in om het hoogste platform te betreden. Nu organiek ingedeeld in Oost slaagde de club er pas in 2010 weer in om via de versterkte promotieregeling de Hoofdklasse te bereiken met daarboven de Topklasse. In 2007 lukte dat nog niet na het verloren P-/D-duel in Putten tegen aartsrivaal VVOG uit Harderwijk. Die werd ook bereikt in 2015 na een zinderend competitieslot in de Hoofdklasse C. In die Topklasse was DVS lang in beeld voor een van de zeven tickets voor de nieuwe Tweede Divisie, maar eindigde als negende. De jaren daarna schurkte de club in de Derde Divisie Zaterdag wel steeds tegen een periodetitel aan met een opzienbarende jaargang in ’18-’19, toen de geelzwarten door de barrière braken van meer dan 100 competitiedoelpunten voor. De periodetitel kwam er in ’21-’22 wel, waarna Kozakken Boys de Ermeloërs de voet dwars zette naar de Tweede Divisie. Het mag duidelijk zijn, dat DVS promotie naar de Tweede Divisie ambieert.

## Bekervoetbal
DVS kon zich in de 60-er en 70-er jaren maar moeizaam motiveren voor de districtsbeker, maar na de eeuwwisseling kwam daar toch verandering. In ’98 bereikten de Ermeloërs voor het eerst de halve finale door onder andere regerend landskampioen usv Holland uit te schakelen. De districtsbeker begon te leven na de eeuwwisseling, vooral ook omdat het kwalificatie voor de KNVB Beker mogelijk maakte, en ook in ’13 elimineerde DVS de amateurkampioen, Achilles’29, en bleef opnieuw in de halve finale steken.
In poulevorm ontmoette DVS in ’99 FC Groningen en Heracles en verloor met 10-1 en 3-0. In 2013 ontvingen de Ermeloërs Go Ahead Eagles (0-3), in 2015 PEC Zwolle (1-5), in 2017 Roda JC (0-6). Corona zorgde ervoor, dat Willem II in 2020 niet naar Ermelo hoefde af te reizen. In ’21-’22 zou het wel tot een stunt komen. FC Eindhoven werd met 2-1 in de eerste ronde uitgeschakeld; een goed resultaat van een hecht collectief, waarbij Benjamin Roemeon met een doelpunt voor en na rust als scherprechter fungeerde. Achilles Veen was in het Land van Altena met 2-3 een tussenstation, waarna de Ermeloërs mochten aantreden tegen convenantclub sbv Vitesse. In een vanwege corona leeg Gelredome werd het een alleszins schappelijke 2-0 voor de Eredivisionist. In ’22-’23 wist DVS het hoofdtoernooi wel te bereiken, maar sneuvelde in de eerste ronde bij vv Katwijk.

### DVS'33 in de KNVB Beker
Dit schema laat de resultaten zien van DVS'33 tegen profclubs in de KNVB Beker.
| Seizoen | Ronde     | Wedstrijd                 | Uitslag |
| ------- | --------- | ------------------------- | ------- |
| 1999/00 | Groep 3   | FC Groningen - DVS'33     | 10-1    |
| 1999/00 | Groep 3   | Heracles Almelo - DVS'33  | 3-0     |
| 2013/14 | 2e ronde  | DVS'33 - Go Ahead Eagles  | 0-3     |
| 2016/17 | 2e ronde  | DVS'33 - PEC Zwolle       | 1-4     |
| 2018/19 | 1e ronde  | DVS'33 - Roda JC Kerkrade | 0-6     |
| 2021/22 | 1e ronde  | DVS'33 - FC Eindhoven     | 2-1     |
| 2021/22 | 8e finale | Vitesse - DVS'33          | 2-0     |

## Jeugd
In de CNVB werd er door de jeugd nog wel competitievoetbal gespeeld tegen clubs uit de omliggende plaatsen, maar het bleek daarna moeilijk een competitie op te zetten. De KNVB zag het tot de begin 50-er jaren nog niet tot haar taak. Zodoende richtten de clubs in Putten, Ermelo en Harderwijk de Veluwse Jeugd Commissie op, die met de Veluwse Jeugd Competitie een goed georganiseerde competities voor de jeugd opzette onder auspiciën van de Afdeling Utrecht. Die jeugd voetbalde tot de 70-er jaren met de hoogste selectie-elftallen vooral regionaal. Daarna werd het ook mogelijk om interregionaal te voetballen.
DVS was nog niet de toonaangevende club in de regio, waar het de jeugdselecties betreft, maar nam in de tweede helft van de 90-er jaren een beleidsplan ter hand, waarmee de weg omhoog werd ingeslagen. Hierin mag de naam van Jack van Santen genoemd worden. Het niveau groeide en in 2004 bereikte JO15-1 voor het eerst de landelijke divisie, waarna er nog meer selectie-elftallen volgden. JO19-1 (toen nog A1) speelde in 2009-2010 zelfs in de 1e divisie tegen Ajax A2 en FC Volendam A1. Ook nu spelen alle jeugdselecties vanaf JO13-1 op divisieniveau, waarvan enkele in Divisie 1. In ‘De Voetbaltrainer’ behoort DVS’33 Ermelo steevast tot de beste 20 clubs in het land. De club is ook gecertificeerd als Regionale Jeugd Opleiding, dat in 2015 en 2019 verlengd werd. Vijftien clubs ontvingen van 2004 tot en met 2019 de Rinus Michels Award voor de beste jeugdopleiding in Nederland; alleen DVS ontving die tweemaal (2015 en 2019). Uiteraard is er net als bij de senioren ook veel aandacht voor de niet-selectieteams. In seizoen '23-'24 speelde JO19-1 tegen Barendrecht, Quick '20 en Quick Den Haag om het landskampioenschap. 

## Vrouwen- en Meisjesvoetbal
DVS begon als laatste van de drie Ermelose clubs met vrouwenvoetbal. De meisjes gingen de vrouwen in de 80-er jaren voor en de overgang als 14-jarige naar de senioren was nog niet soepel. Dat is anno 2010 veel beter met meisjesteams in de leeftijdscategorieën vanaf 12 jaar. Daaronder voetballen de meisjes samen met jongens. De status was recreatief en erg bestendig was het nog niet. Daarna is het vrouwen- en meisjesvoetbal voor de selecties prestatief. Met vier vrouwenelftallen is er een goede basis om te selecteren. VR1 speelt sinds 2021 in de 2e klasse, maar de ambities liggen hoger.

## Recreatievoetbal
In den beginne werd er nog geen verschil gemaakt tussen prestatief- en recreatief voetbal. De elftalcommissie deelde de elftallen per wedstrijd in. In de 60-er en 70-er jaren waren er nauwelijks meer faciliteiten voor de selectie-elftallen dan voor de recreatieve. In de tweede helft van de 80-er jaren was er het streven om de hoofdmacht naar de top te brengen en in de eind 90-er jaren om ook met de jeugdselecties omhoog te gaan, maar dat mocht nooit ten koste gaan van de recreatieve voetballer. Getuige het aantal spelers, dat lang blijft doorvoetballen, en het grote aantal niet-selectieteams bij de jeugd, toont aan, dat DVS ook een echte breedtesportvereniging is.

## Accommodaties
DVS beschikte na de oprichting over twee velden of beter gezegd, twee afgeplagde stukken heideveld. Het veld van Ajax bij Knevel werd bespeeld door de senioren en dat van EFC aan de Hamburgerweg door de junioren. Dat was tevens het trainingsveld. Omkleden deden de voetballers in een bakhuisje en buren zorgden voor thee in de rust. In 1951 verhuisde de club naar de oude Nijkerkerweg (bij Hamstra), waar er op echt gras gevoetbald werd. Omkleden en wassen gebeurde in de ruimte, waar ook wel schoolkampen gehouden werden. Vanaf 1962 speelde DVS op het nieuwe gemeentelijk sportpark op de huidige locatie aan de Sportlaan. Aanvankelijk op drie velden, het jaar daarop uitgebreid met een fraai hoofdveld. Daarbij werd voor het eerst ook een kantine gebouwd. Met de groei van het ledental werd de accommodatie steeds uitgebreid met behulp van veel zelfwerkzaamheid. Na de verhuizing van EFC’58 in 1979 kreeg DVS drie velden erbij. In 1983 werd er ook een tribune bij het hoofdveld gebouwd. Er zijn meerdere plannen geweest om de accommodatie te verplaatsen voor woningbouw. Die gingen uiteindelijk nooit door en leidde tot nieuwbouw en uitbreiding van de kleedlokalen. Er werd een veld ingeleverd voor scholenbouw, maar na het laatste verhuisplan werden er twee kunstgrasvelden aangelegd, waaronder op het hoofdveld. De oude tribune werd vervangen door een nieuwe met daarachter een royale businessruimte, een bestuurskamer en kleedlokalen daaronder. Alles zo duurzaam mogelijk. Om het hoofdveld verrees verlichting, die moeiteloos lichtwedstrijden voor televisie mogelijk maakt. De businessruimte werd na het overlijden van erevoorzitter Joop Bakker naar hem vernoemd. Deze businesslounge stimuleerde de groei van het aantal sponsoren tot meer dan 250 en werd daarmee de grootste in de regio.

## Competitieresultaten 1947–heden
| 5 |

| 3 4B |

| 2 4A |

| 4 4A |

| 5 |

| 4 |

| 5 |

| 8 |

| 8 |

| 10 |

| 2 |

| 9 |

| 5 4C |

| 8 4C |

| 4 4C |

| 2 4C |

| 1 4C |

| 3 |

| 2 |

| 4 |

| 3 3B |

| 6 3B |

| 8 3B |

| 9 3B |

| 7 3B |

| 9 3B |

| 2 3B |

| 6 3B |

| 4 3B |

| 7 3B |

| 12 3B |

| 6 4D |

| 1 4D |

| 2 3B |

| 12 2C |

| 2 3B |

| 12 3B |

| 3 4B |

| 1 4D |

| 2 3B |

| 1 3B |

| 1 2C |

| 5 1C |

| 13 1C |

| 2 2C |

| 2 1C |

| 10 1B |

| 8 1C |

| 7 1B |

| 12 1C |

| 3 1A |

| 1 1A |

| 8 C |

| 13 C |

| 7 1A |

| 1 1A |

| 13 C |

| 3 1D |

| 4 1D |

| 5 1D |

| 3 1D |

| 7 1D |

| 9 1D |

| 3 1D |

| 11 C |

| 6 C |

| 7 C |

| 4 A |

| 1 C |

| 9 |

| 7 |

| 3 |

| 3 |

| X |

| X |

| 4 |

| 7 |

| 9 A |

| 4 A |

Vanaf '55 tot en met '58 voetbalde DVS onder de naam sv Ermelo
| Derde divisie Topklasse | Hoofdklasse | Eerste klasse | Tweede klasse | Derde klasse | Vierde klasse |

In elke staaf van de grafiek staat van boven naar beneden vermeld: 
- Eindnotering

Dit is de positie die de club heeft bereikt in de competitie, zonder eventuele beslissings-, play-off- of nacompetitiewedstrijden die nodig zijn geweest om bijvoorbeeld de kampioen van de competitie te bepalen.
Indien een * achter het getal staat is de notering een tussenstand en kan het zijn dat de notering niet overeenkomt met de uiteindelijke eindstand van de competitie.
Staat er een - dan is het seizoen nog bezig en is er geen definitieve uitslag bekend.
Staat er xx op de positie van de notering, dan heeft de club vroegtijdig de competitie verlaten. Dit kan onder andere komen door terugtrekking van het team, faillissement van de club of door een uitgedeelde straf van de KNVB. In veel gevallen staat elders in het artikel de reden vermeld.
Staat er een ? dan is het resultaat uit het verleden onbekend, en is alleen de competitie of het niveau bekend van dat seizoen.
In de seizoenen 2019/20 en 2020/21 werd wegens de coronacrisis het amateurvoetbal afgebroken. Daardoor kennen deze staven geen eindklassering (middels -- weergegeven).
- Competitieniveau en afdelingsletter of Officiële eindstand Eredivisie
  - Competitieniveau en afdelingsletter

Hierbij geeft het getal het niveau weer, dat ook terug te vinden is in de legenda. De letter is de afdelingsaanduiding en wordt gebruikt wanneer er meer afdelingen zijn op hetzelfde niveau. De afdelingsletter is altijd een hoofdletter en wordt meestal zonder nummer gebruikt.
Voorbeeld: 2F is niveau 2e klasse competitie F.
Het competitieniveau en nummer wordt niet vermeld wanneer er slechts één competitie van dit niveau was.
  - Officiële eindstand Eredivisie (getal staat tussen haakjes vermeld)

Sinds de introductie van play-offwedstrijden voor Europees voetbal na afloop van de reguliere competitie in 2005/06, is de KNVB verplicht een eindstand van de Eredivisie door te geven aan de UEFA aan de hand van deze play-offwedstrijden.
Bij deze eindstand staan clubs die zich hebben gekwalificeerd voor Europees voetbal hoger dan clubs die zich niet wisten te kwalificeren. Indien er geen verschil was tussen de eindnotering en de officiële eindstand, staat dit getal niet vermeld.

- Onderafdeling

Hier staat afgekort de naam van de onderafdeling indien de club in dat jaar in een onderafdeling uitkwam. Tevens staat deze afkorting in de legenda en wordt gelinkt naar het artikel over deze onderafdeling. Deze afkorting wordt alleen vermeld wanneer de club in het verleden in verschillende onderafdelingen heeft gespeeld. Deze vermelding is in de staaf altijd in kleine letters. Deze onderafdelingen zijn na het seizoen 1995/96 afgeschaft. Heeft de club in slechts één onderafdeling gespeeld, dan is dit alleen terug te vinden in de legenda.
Onder de staaf staat het jaartal vermeld waarin het seizoen is afgesloten. 15 verwijst naar het seizoen 2014/15 of eventueel het seizoen 1914/15.
Wanneer een staaf leeg is, zijn deze gegevens niet bekend. Het kan ook zijn dat de club dat seizoen niet heeft meegespeeld op het hogere amateurniveau, vroegtijdig de competitie heeft verlaten of uit de competitie is gezet.

In het seizoen 1944/45 was er wegens de Tweede Wereldoorlog geen regulier competitievoetbal.

## Bekende (oud-)spelers
- Tim van de Berg
- Hilal Ben Moussa
- Bennie Dekker
- Stefan Nijland
- Berry Powel
- Richard Terpstra
- Bertus van Nieuwenhuizen
- Geerling Hamstra
- Klaas Drost
- Gerard van Moorst
- Rene IJzerman
- Steven van den Brink
- Lucian Ilie

## Bekende (oud-)trainers
- Bert Wouterse
- Chris Drenth
- Jan Lankreijer
- Evert de Graaf
- Freddy Prins
- Peter Boeve
- Steef van de Oosterkamp
- Eric Vreekamp
- Niels Overweg
- Jan van den Berg
- Jürgen Schefczyk
- Hennie in 't Hof
- Jan Veldhuizen
- Roeland ten Berge
- Willem Leushuis
- Bert van Hunenstijn
- Peter Wesselink